# Парникоза, Иван Юрьевич
Иван Юрьевич Парникоза (род. 23 июня 1981, Киев) — украинский биолог, защитник природы и общественный деятель.
Кандидат биологических наук, сотрудник отдела генетики клеточных популяций Института молекулярной биологии и генетики. Участник украинских антарктических экспедиций Координатор охраны биоразнообразия и создания природно-заповедного фонда Киевского эколого-культурного центра.
Ассоциированный член украинского научного клуба. В сферу его научных интересов входят: генетика, ботаника, физиология и экология.

## Ранние годы
Первая научная работа была посвящена укрытиям млекопитающих — норам, дуплам, гнездам и прочим типам укрытий, которые используют звери. После окончания средней школы, Иван учится на биологическом факультете Киевского национального университета имени Тараса Шевченко, который заканчивает в 2004 году.

## Научная работа
Первой значительной научной работой стало исследование, написанное в соавторстве с Д.Н. Иноземцевой, Современное состояние ценопопуляций редких растений регионального ландшафтного парка «Лысая гора» (г. Киев) // Рус. ботан. журн. Т. 62, № 5, 2005., С. 649—655 Архивная копия от 18 сентября 2017 на Wayback Machine, положившее начало ряду научных изысканий по мониторингу редких растений города Киева, которые продолжаются и сейчас. И. Парникоза является учёным в области популяционной биологии редких растений флоры Украины и занимается изучением ужовниковых папоротников. Автор ряда публикаций в этой области Архивная копия от 16 сентября 2017 на Wayback Machine. В 2017 г. показал новый для флоры Украины вид ужовниковых папоротников — гронянку простую (Botrychium simplex).
В рамках обучения в аспирантуре занимался проблемами роста растений в условиях культуры. В 2009 году Иван Парникоза успешно защитил диссертацию на тему: «Динамика клеточных популяций раувольфии змеиной за изменения условий выращивания in vitro» и получил научную степень кандидат биологических наук. Научным руководителем Ивана был Виктор Анатольевич Кунах. Данная работа завершила цикл работ по изучению механизмов взаимодействия дифференциации и дедифференциации в условиях культуры тканей In vitro.
С 2005 г. Иван Парникоза занимается изучением антарктической растительности. Автор ряда научных трудов Архивная копия от 16 сентября 2017 на Wayback Machine в этой области. Участник сезонных отрядов 18-й (2014 г.), 20-й (2016 г.) и 21-й (2017 г.) Украинских антарктических экспедиций. Автор гипотезы о доплейстоценовом происхождения сосудистых растений Антарктики. В 2017 г. показал существование четырёх новых видов тихоходок для Морской Антарктики в растительном материале из гнезд доминиканских чаек. Три тихоходки были названы в честь географа Степана Рудницкого (Diphascon rudnickii sp. nov.) и в честь пионера заповедного дела в Европе, автора концепции заповедования Антарктики — Гуго Конвенца (Hypsibius conwentzii sp. nov.). Вместе с турецкими учеными Halıcı M. G. и Güllü M. описал новый вид лихенофильного гриба для о. Галиндез (Морская Антарктика) — Sagediopsis bayozturkii sp. nov.
В 2013 году стал лауреатом премии Президента Украины для молодых ученых за работу 2012 года «Биоразнообразие и адаптационные механизмы растений и животных к экстремальным условиям окружающей среды».
В этом же году стал стипендиатом программы Фулбрайта с исследованием «Наземная растительность как ключ к пониманию истории Антарктиды» под патронатом Лихайского университета, под которым работал в США. В частности изучал биологию европейской орхидеи дремлика зимовникового («Epipactis helleborine» (L.) Crantz) в условиях Пенсильвании. Принял участие в американо-украинской экспедиции на Аляску.
Иван Парникоза является одним из авторов научного сайта — «Мысленное древо», где он опубликовал две монографии, посвященные днепровской пойме и Лысой горе в Киеве.
Парникоза является автором 265 научных и многочисленных научно-популярных публикаций. Профиль на Google Scholar. Архивная копия от 30 апреля 2021 на Wayback Machine

## Общественная деятельность
Иван Юрьевич активно занимается природоохранной деятельностью, является учеником заслуженного природоохранника Украины — Владимира Борейко. С 2004 г. он является координатором создания объектов природно-заповедного фонда и охраны биоразнообразия киевского эколого-культурного центра и одним из деятелей дружин охраны природы. Благодаря его работе создано более 30-ти объектов природно-заповедного фонда Украины (такие как памятники природы «Замковая гора», «Днепровские склоны» в Киеве, многочисленные деревья памятники природы и др.). Иван Парникоза принадлежит к школе сторонников идеи абсолютной заповедности и является одним из разработчиков подходов к применению концепции пассивной охраны (заповедности) на Украине. Участник международных украинско-польских заповедных школ.

В частности комментируя современное экологическое состояние на Украине он отметил:
В условиях рыночных отношений и существования рудиментарных государственных природоохранных органов, доставшихся нам в наследство от советской системы, надеяться на эффективный экологический контроль и сохранение природной среды со стороны государства не приходится. Изменить ситуацию может только общественное движение, которое опирается на постулированные учёными цели.
С 2010 г. И. Парникоза занимается также изучением и популяризацией историко-культурного наследия украинцев за пределами Украины: в Польше, Германии, Аргентине. По этой теме подготовлен ряд электронных путеводителей, доступных на сайте хайвей.

### Доступные в сети труды
- Киевские острова и прибрежные урочища на Днепре — взгляд сквозь века. Монография посвящена днепровской пойме в Киеве Архивная копия от 16 сентября 2017 на Wayback Machine
- Лиса гора урочище в течение времени. Монография урочища Лысая гора в г. Киеве Архивная копия от 16 сентября 2017 на Wayback Machine
- Научно-популярный цикл «Холм и Холмщина — путешествие для украинца» Архивная копия от 16 сентября 2017 на Wayback Machine
- Научно-популярный цикл «Краков для украинца» Архивная копия от 27 июля 2018 на Wayback Machine
- Научно-популярный цикл «Познань и Великопольща: прогулки для украинца». Архивная копия от 16 сентября 2017 на Wayback Machine
- Научно-популярный цикл «Мюнхен для украинца» Архивная копия от 20 сентября 2015 на Wayback Machine
- Научно-популярный цикл «Прогулка по Буэнос-Айресу для украинца» Архивная копия от 17 сентября 2017 на Wayback Machine
- Научно-популярный цикл «Украинская Антарктида» Архивная копия от 16 сентября 2017 на Wayback Machine
- Цикл «Польские следы Киева» Архивная копия от 16 сентября 2017 на Wayback Machine
- Цикл «Гданьск для украинца» Архивная копия от 16 сентября 2017 на Wayback Machine
- Украинский Симферополь: Наше место в истории города над Салгиром Архивная копия от 6 мая 2018 на Wayback Machine
- Дрогичин — Данилова твердыня на Подляшье Архивная копия от 3 ноября 2018 на Wayback Machine